# Pedro Esteban Dávila
Pedro Esteban Dávila (Las Navas del Marqués de Ávila, España, 12 de julio de 1584-Perú, 1657) era un militar que llegaría a ser maestre de campo y caballero de Santiago, además de ser asignado en el cargo de gobernador del Río de la Plata desde 1631 a 1637.

## Biografía

### Origen familiar
Pedro Esteban Dávila nació en Las Navas del Marqués, provincia de Ávila, el 12 de julio de 1584, hijo natural de Pedro Esteban Dávila y Enríquez de Guzmán, 3.º marqués de Las Navas, 5.º conde del Risco y señor de Villafranca, alférez mayor perpetuo de Ávila, comendador de la Orden de Alcántara y mayordomo de Felipe III de España, y de Jerónima de Ocampo, natural de Zaragoza y dama de su madre, la marquesa Jerónima Enríquez.

### Carrera militar en Europa
Ingresó al Real Ejército y desde 1601 sirvió en Italia y en la campaña de Flandes durante la guerra de los Ochenta Años. En junio de 1616 por influencia de su padre, fue nombrado maestre de campo de las fuerzas a enviar como refuerzo a Filipinas bajo el mando del maestre de campo Jerónimo de Silva, tío del gobernador de Filipinas Juan de Silva. Allí se preparaba una expedición contra los holandeses de las islas Molucas en concurso con los portugueses.

### Maestre de Campo en Filipinas
El 23 de agosto Dávila elevó un memorial a la Audiencia de Filipinas pidiendo instrucciones exactas para su misión y solicitando se le concediera la eventual sucesión de Jerónimo de Silva, así como encomiendas de indios. Dávila, conocía la enfermedad de Silva y sus reiteradas solicitudes de relevo, por lo que era factible que su tío lo sucediese dejando vacante el comando.
Mientras permanecía en Las Navas esperando el resultado de su solicitud, el 23 de septiembre de 1616 recibió de Juan Ruiz de Contreras la orden de partir a Sevilla para sumarse a la expedición. Dávila demoró su partida e insistió con un nuevo memorial fechado el 27 de septiembre. El 8 de octubre Juan Ruiz de Contreras le ordenó partir de inmediato a Sevilla, pero al poco tiempo todo estaba resuelto. El 10 de octubre desde El Escorial partía una Real Cédula informando a Juan de Silva, gobernador de Filipinas, que a Pedro Esteban Dávila, "maestre de campo de la gente de guerra que va a esas islas en la armada de socorro que se envía por el cabo de Buena Esperanza se le concede también la futura sucesión en el cargo de maestre de campo de la gente de guerra de Filipinas, que ahora ocupa Jerónimo de Silva".
El 20 de octubre una nueva real cédula establecía que Dávila, "maestre de campo de los 1.600 infantes que se envían de socorro en la armada que va a Filipinas con el capitán general Alonso Fajardo de Tenza, pueda usar dicho cargo en esa armada y después en las dichas islas, durante el tiempo que estimase oportuno el gobernador de ellas" y que "se le ha concedido la futura sucesión en el cargo de maestre de campo de la gente de guerra de Manila, que ahora ostenta Jerónimo de Silva, u otro puesto equivalente". Ordenaba finalmente que para gastos de viaje se le adelante el sueldo de un año.
El 15 de mayo de 1617 una carta dirigida desde Cádiz por Diego de Castro Lisón, veedor de la Armada de Filipinas, a Juan Ruiz de Contreras, informaba de estar prevista "la partida del almirante Carlos de Ibarra y de Pedro Esteban Dávila con la Infantería de su tercio menos 60 personas que se han dejado al general Alonso Fajardo de Tenza y 50 enfermos, el resto queda embarcada en los galeones San Antonio el Viejo, San José y patache los Remedios para pasar a Italia de que envía relación". Agregaba "que si la armada ha de ir por el Cabo de Buena Esperanza se ha de aprovechar el tiempo que queda hasta octubre".

### Gobernador en las Azores
En 1621 se resolvió favorablemente su expediente de hidalguía, que había sorteado numerosas dificultades y fue aprobado gracias a la influencia de su padre. Para ese entonces Dávila ya había servido durante 20 años y había sido nombrado castellano de la fortaleza Monte de Brasil de la isla Tercera en las Azores.
En 1625 su gobierno en la isla Tercera provocó un levantamiento civil que motivo su suspensión preventiva hasta que un sumario determinara sus responsabilidades. Mientras aguardaba el resultado, Dávila se proponía ya obtener un mando político militar en América, ambición que el Conde-Duque de Olivares canalizó hacia la recientemente creada Gobernación del Río de la Plata donde reemplazaría a Francisco de Céspedes. A fines de 1629 recibió el nombramiento pero recién en 1630 fue finalmente sobreseído y quedó habilitado para hacerse cargo del gobierno.

### Gobernador colonial de Buenos Aires

#### Antecedentes
La situación en el área era compleja. Si bien el territorio era periférico y carecía de recursos mineros y mano de obra indígena utilizable, su posición estratégica exigía medidas urgentes para asegurar el control del territorio y de su capital, la ciudad de Buenos Aires. La principal amenaza la constituía la flota de las Provincias Unidas de los Países Bajos, que amenazaban las costas sudamericanas. Por otro lado, si bien en esa época Portugal estaba sujeto a la Casa de Austria, la expansión brasilera en el oriente se mantenía.
En cuanto a la situación interna del territorio y las gobernaciones vecinas, llegaban ya noticias de levantamientos indígenas: en 1630 comenzaron los ataques guaycurúes sobre Concepción de Buena Esperanza y el siguiente año los ohomas (guaycurúes), tocagües (o ticagues) y vilos (subtribus de los calchaquíes) y colastinés (guaraníes) arrasaron el cercano fuerte y encomienda de Matará, ubicado entre el río Bermejo y el río Salado del Norte. También en 1630 se producían los primeros ataques de la primera Guerra Calchaquí en la Gobernación del Tucumán.
La misma ciudad de Buenos Aires era motivo de conflicto. Excluyendo a Hernandarias casi todos los funcionarios estuvieron comprometidos en mayor o menor grado con el contrabando. En la época los principales contrabandistas (se los denominaba Confederados) eran el sevillano Juan de Vergara, notario del Santo Oficio, regidor perpetuo del Cabildo de Buenos Aires (y literalmente su dueño) y Tesorero de la Santa Cruzada, y el portugués Diego de Vega, que con el primer gobernador del Río de la Plata Diego de Góngora se habían convertido en dueños de la ciudad. Más allá del evidente comportamiento delictivo, el contrabando en Buenos Aires tenía motivaciones económicas profundas, originadas en las restricciones al comercio por parte de la Monarquía que favorecían los intereses de la península y en segundo lugar de Lima, en perjuicio del Alto Perú y Buenos Aires.
En esas circunstancias, Dávila parecía la persona adecuada para el puesto, no por las virtudes reconocidas en un político hábil, que no las poseía, sino por las propias de un jefe militar. En plena guerra de los Treinta Años y en conflicto abierto con los Países Bajos, tras la toma de Recife y la captura de la flota de Indias en 1628 por el corsario Piet Heyn el objetivo estratégico principal era reforzar la plaza frente a la amenaza holandesa. Dávila presentó un proyecto para completar y reforzar el fuerte de Buenos Aires que requería la asignación de una fuerza de 200 soldados, lo que fue aceptado.
Sin embargo, al momento de su partida no contaba con los recursos presupuestarios prometidos, ni autorizaciones formales para las obras del fuerte y sólo había conseguido reclutar 45 soldados, a los que pudo sumar otros 30 bajo recluta directa y sujetos a condiciones laxas de contratación. Tampoco el ingeniero asignado para la fortificación llegó a partir. Solo había obtenido parte del armamento liviano solicitado (mosquetes y arcabuces), 8 piezas de artillería, herramientas y pertrechos.

#### Río de Janeiro
El 17 de abril de 1631 embarcaba en Lisboa. Con él partía el visitador (juez extraordinario de pesquisa) Andrés de León Garabito, hijo del catedrático de la Universidad de San Marcos de Lima, Francisco de León Garabito y de Isabel de Illescas. Nacido en la ciudad de Lima en 1600, después de trabajar en los Consejos Reales durante 7 años debía encargarse de la residencia de Francisco de Céspedes. Su plazo era de dos años desde la partida y no tenía facultad para interferir en los actos de gobierno de Dávila.
Al arribar a Río de Janeiro, Dávila tuvo noticias de que permanecían en Buenos Aires 11 naves despachando contrabando con la anuencia de Céspedes. El control del contrabando no era su principal objetivo, ni personal, ni político y decidió permanecer en cuarteles de invierno en Río, prolongando su estadía hasta diciembre (en total cinco meses y medio) pese a las protestas de Garabito que veía consumirse buena parte del tiempo de su misión.
En Río, Dávila adquirió también una nave y un porcentaje de otra, que sumaría a la actividad del contrabando, así como un cargamento de vino de baja calidad. Arribó finalmente a Buenos Aires al finalizar 1631. Para esa fecha Juan de Vergara y sus compañeros habían sido indultados como resultado de una amnistía general otorgada por el Rey en 1631 a raíz del nacimiento del príncipe Baltasar Carlos de Austria. Como resultado, Vergara recuperaba su cargo de regidor perpetuo.

#### Primeras medidas
Apenas llegó, proclamó abiertamente su solidaridad con Céspedes y desalentó el testimonio de los vecinos, ya poco proclives a denunciar una actividad generalizada. Se afirmaba que Dávila había recibido del gobernador saliente 10000 pesos y una cadena de oro a modo de incentivo para su política.

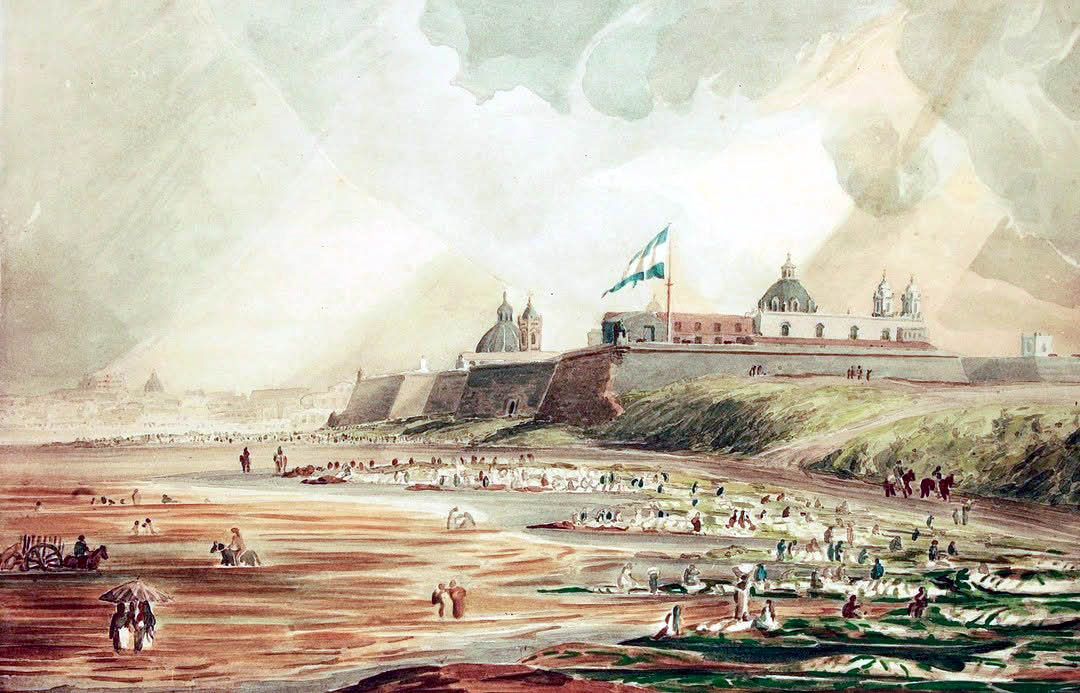
El Fuerte de Buenos Aires en 1816

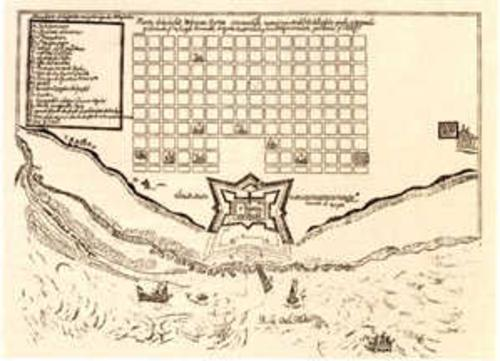
Ciudad de Buenos Aires (1708)

Ante la falta de recursos para su plan de defensa, Dávila solicitó permiso para introducir esclavos en el Plata. Sin aguardar respuesta, permitió la importación de esclavos negros de Angola y ya el primer trimestre de su gobierno arribaron 800 esclavos en 3 barcos. Intervino también en el comercio de la yerba mate del Paraguay.
Sin embargo no desatendió su misión principal y se dedicó a conciencia a tomar debido y exacto conocimiento de la situación en el Plata y a finalizar las obras del fuerte de Buenos Aires, que denominó de San Baltasar de Austria, con la edificación anexa de Casas Reales.
Respecto de la situación indígena, al poco tiempo de asumir Dávila designó a Gonzalo de Carbajal al frente de unos 30 soldados a los que debían sumárseles los apostados en la ciudad de Santa Fe al mando de Juan de Garay y Becerra, hijo legítimo del fundador de Buenos Aires. Garay había sido enviado por Céspedes con una reducida tropa de milicianos para castigar y pacificar a los indios rebelados pero al enterarse de los hechos de Matará y por encontrarse su líder muy enfermo habían regresado a Santa Fe.
Al llegar a Santa Fe Carbajal supo del abandono y destrucción de Concepción de Buena Esperanza por los abipones, tras lo cual se dirigió con rapidez a la ciudad de Corrientes temiendo fuera el próximo objetivo de los indígenas. Allí pudo verificar que los sobrevivientes ya se encontraban refugiados allí y tras esperar varios días nuevas instrucciones de Dávila, Carbajal regresó a Santa Fe resuelto a emprender la campaña de recuperación de Concepción. Sin embargo, la temporada de lluvias provocó la creciente de los ríos y numerosos bañados por lo que Carbajal resolvió suspender la entrada a la espera de la primavera.
Pocos meses después debió ser abandonada la ciudad de Santiago de Guadalcázar, que había sido fundada ca. 1626 en la confluencia de los ríos Bermejo y Zenta, poniéndose así un freno a la expansión colonial en la región del Chaco Austral.

#### Conflicto con el Visitador
Aún controlado el contrabando (o asegurada su dirección), Dávila continuó afrontando conflictos graves: a un escandaloso enfrentamiento con el obispo Pedro Carranza pronto se sumó la abierta hostilidad del Visitador Garabito.
En efecto, la falta de testigos impulsó al Visitador a enfrentarse al gobernador mientras solicitaba el 28 de agosto de 1632 a la Audiencia de Charcas y por su intermedio al Consejo de Indias una prórroga para su misión. La Audiencia respondió el 27 de octubre que hasta tanto el Consejo de Indias se expidiera se obedeciese el auto del Visitador más allá del término formal de su mandato.
Dávila se opuso y el 13 de abril de 1633 dictó un bando suspendiendo las facultades del Visitador.
Garabito sólo contaba con el apoyo de la iglesia, especialmente en la Compañía de Jesús que veía con preocupación las intenciones de Dávila de intervenir en los asuntos de la Compañía en las misiones del norte.
Garabito consiguió por medio del escribano de la Visita Pedro de Salas hacer llegar noticias de la situación a la Audiencia de Charcas, la cual ordenó a Dávila que se abstuviera de embarcar por la fuerza al visitador hasta tanto hubiera resolución del Consejo.
Mientras, Dávila consiguió que las Cajas Reales pagaran los gastos del fuerte frente a lo cual Garabito apoyado por dos oficiales de la Real Hacienda juzgó improcedente el pago ante la falta de una orden real para fundar el "presidio" y del consiguiente presupuesto para su sostén.
Como toda respuesta, Dávila se autonombró superintendente de las Cajas y pretendiendo controlar toda erogación suspendió los pagos de gastos y salarios de la Visita. Al prender a oficiales de la Caja que actuaron a sus espaldas, el personal formó causa común con Garabito y suspendió los salarios de Dávila y los fondos del Fuerte.
El gobernador decidió no apoderarse de la Caja por la fuerza sabedor de que no sería perdonado en la Corte, por lo que de hecho sus gastos y los de la defensa de la ciudad pasaron a ser costeados exclusivamente por el contrabando de esclavos.
El mismo Garabito, que ahora controlaba la Caja, se aprovechó del tráfico: ofreció el blanqueo del contrabando de esclavos permitiendo su despacho al Perú por 70 pesos la "pieza" sin licencia y 15 las que contaban con licencia de los Oficiales Reales. Esto proporcionó a la Real Hacienda más de 25000 pesos y una suma crecida a sus propios bolsillos, mientras que restaba a su adversario el uso de su principal recurso.
Comprendiendo que la fuente primaria de poder del gobernador eran sus escasas tropas, Garabito promovió la deserción del personal militar del Fuerte, consiguiendo comprometer a Martín de Salazar y al soldado Pedro de la Vega. Salazar consiguió desertar y se refugió en casa de un pariente, el alférez Roque San Martín, que respondía a Garabito. El alférez hizo llegar al escribano de la visita una carta firmada por Garabito en que hacía referencia a la ayuda que debía facilitar a los desertores.
Dávila obtuvo la carta y así la causa ideal para iniciar un proceso contra el Visitador. Procedió de inmediato al secuestro de sus bienes y lo sentenció a "pena de la vida y perdimiento de bienes" si no comparecía en el plazo de un año ante Junta de Guerra en el Real Consejo de Indias.
El 9 de octubre de 1634 Garabito fue embarcado prisionero acompañado por una comisión de agentes de Dávila encabezados por Eugenio de Castro en carácter de procurador general. Al llegar a Río, entabló ante el Oidor del distrito Baltasar da Costa un reclamo sin obtener resultado alguno y después de un accidentado viaje llegó a su patria. Garabito evitó finalmente ser condenado y fue luego designado oidor de la Real Audiencia de Panamá.

#### Últimos años de su gobernación
Libre del Visitador, Pedro Esteban Dávila continuó su gobierno. Le corresponde la primera mención registrada del nombre del barrio de Palermo: en 1635 al enviar a España una descripción del río y la costa de Buenos Aires menciona que dicha zona de la ribera es llamada Palermo.
Durante su mandato reprimió el abigeato y en 1636 estableció la pena de muerte para los cuatreros porque a su juicio había mucho "desorden y usorbitancia (sic)" en la ciudad y campaña, entendiendo por ello el hurto de ganado, y porque "los que perpetran semejantes delitos alegan ser uso y costumbre en estas partes y no ser delitos".
En lo que es citado habitualmente como un antecedente del uso de la tortura en el Río de la Plata, el 31 de enero de 1637 dictó un bando público disponiendo que "el negro o negra o india que echara la basura en la calle, lleva pena de cien azotes, que se darán en el rollo de la plaza pública".
Respecto de la actividad esclavista de los bandeirantes, en carta al rey de 12 de octubre de 1637 recordaba que "desde el año de 1628 hasta el 1630, habían traído más de 60.000 almas de las reducciones".
Finalmente, su enfrentamiento con algunos contrabandistas, particularmente con los que utilizan la estancia de Sebastián de Orduña, y con la iglesia le costaría el puesto. En 1636 el obispo de Asunción del Paraguay fray Cristóbal Aresti sucedió a Carranza y enfrentó duramente a Dávila. Aresti lo acusó ante la Corte de vivir amancebado en simultaneidad con varias mujeres, de defraudar a la Real Hacienda y de mala administración, por lo que Davila fue mandado llamar para enfrentar los cargos siendo reemplazado en febrero de 1638 por el maestre de campo y caballero de la orden de Santiago Mendo de la Cueva y Benavídez, quien por defender a su antecesor contra el obispo Aresti y oponerse a la pretensión del prelado de que la población "con penas de descomunión, le paguen premissas de ganado, abes y otras cossas que nunca an acostumbrado a dar", será solemnemente excomulgado y deberá marchar a Charcas para solicitar al arzobispo el levantamiento de la sanción.
Dávila sería el protagonista del cuento El Lobizón, de Manuel Mujica Lainez.
| Predecesor: Francisco de Céspedes | Gobernador del Río de la Plata 1631-1637 | Sucesor: Mendo de la Cueva y Benavídez |